# 6e étape du Tour d'Espagne 2004
Pour un article plus général, voir Tour d'Espagne 2004.
La 6e étape du Tour d'Espagne 2004 a eu lieu le 9 septembre 2004 entre la ville de Benicarló et celle de Castellón de la Plana sur une distance de 157 km. Elle a été remportée par l'Espagnol Óscar Freire (Rabobank) devant l'Allemand Erik Zabel (T-Mobile) et l'Australien Stuart O'Grady (Cofidis-Le Crédit par Téléphone). Manuel Beltran (US Postal Service-Berry Floor) conserve le maillot de leader du classement général à l'issue de l'étape du jour.

## Classement de l'étape
| \| Classement de l'étape \| Classement de l'étape \| Classement de l'étape \| Classement de l'étape \| Classement de l'étape \| \| Coureur \| Coureur \| Pays \| Équipe \| Temps \| \| --------------------- \| ------------------------------ \| --------------------- \| ---------------------------------- \| --------------------- \| \| 1er \| Óscar Freire \| Espagne \| Rabobank \| 3 h 48 min 23 s \| \| 2e \| Erik Zabel \| Allemagne \| T-Mobile \| + 0 s \| \| 3e \| Stuart O'Grady \| Australie \| Cofidis-Le Crédit par Téléphone \| + 0 s \| \| 4e \| Cristian Moreni \| Italie \| Alessio-Bianchi \| + 0 s \| \| 5e \| Miguel Ángel Martín Perdiguero \| Espagne \| Saunier Duval-Prodir \| + 0 s \| \| 6e \| David Fernández Domingo \| Espagne \| Costa de Almería-Paternina \| + 0 s \| \| 7e \| Stefano Garzelli \| Italie \| Vini Caldirola-Nobili Rubinetterie \| + 0 s \| \| 8e \| Alejandro Valverde \| Espagne \| Comunidad Valenciana-Kelme \| + 0 s \| \| 9e \| Juan Manuel Gárate \| Espagne \| Lampre \| + 0 s \| \| 10e \| Luis Pasamontes \| Espagne \| Relax-Bodysol \| + 0 s \| |                                |           |                                    |                 |
| |                                |           |                                    |                 |
| |                                |           |                                    |                 |
| Classement de l'étape |                                |           |                                    |                 |
| Coureur | Coureur                        | Pays      | Équipe                             | Temps           |
| 1er | Óscar Freire                   | Espagne   | Rabobank                           | 3 h 48 min 23 s |
| 2e | Erik Zabel                     | Allemagne | T-Mobile                           | + 0 s           |
| 3e | Stuart O'Grady                 | Australie | Cofidis-Le Crédit par Téléphone    | + 0 s           |
| 4e | Cristian Moreni                | Italie    | Alessio-Bianchi                    | + 0 s           |
| 5e | Miguel Ángel Martín Perdiguero | Espagne   | Saunier Duval-Prodir               | + 0 s           |
| 6e | David Fernández Domingo        | Espagne   | Costa de Almería-Paternina         | + 0 s           |
| 7e | Stefano Garzelli               | Italie    | Vini Caldirola-Nobili Rubinetterie | + 0 s           |
| 8e | Alejandro Valverde             | Espagne   | Comunidad Valenciana-Kelme         | + 0 s           |
| 9e | Juan Manuel Gárate             | Espagne   | Lampre                             | + 0 s           |
| 10e | Luis Pasamontes                | Espagne   | Relax-Bodysol                      | + 0 s           |

## Classement général
| \| Classement général \| Classement général \| Classement général \| Classement général \| Classement général \| \| Coureur \| Coureur \| Pays \| Équipe \| Temps \| \| ------------------ \| --------------------- \| ------------------ \| ----------------------------- \| ------------------ \| \| 1er \| Manuel Beltrán \| Espagne \| US Postal Service-Berry Floor \| 22 h 35 min 39 s \| \| 2e \| Floyd Landis \| États-Unis \| US Postal Service-Berry Floor \| + 0 s \| \| 3e \| Denis Menchov \| Russie \| Illes Balears-Banesto \| + 4 s \| \| 4e \| Alejandro Valverde \| Espagne \| Comunidad Valenciana-Kelme \| + 9 s \| \| 5e \| Cadel Evans \| Australie \| T-Mobile \| + 16 s \| \| 6e \| Benoît Joachim \| Luxembourg \| US Postal Service-Berry Floor \| + 23 s \| \| 7e \| Francisco Mancebo \| Espagne \| Illes Balears-Banesto \| + 39 s \| \| 8e \| Carlos García Quesada \| Espagne \| Comunidad Valenciana-Kelme \| + 47 s \| \| 9e \| Víctor Hugo Peña \| Colombie \| US Postal Service-Berry Floor \| + 47 s \| \| 10e \| Tyler Hamilton \| États-Unis \| Phonak Hearing Systems \| + 50 s \| |                       |            |                               |                  |
| |                       |            |                               |                  |
| |                       |            |                               |                  |
| Classement général |                       |            |                               |                  |
| Coureur | Coureur               | Pays       | Équipe                        | Temps            |
| 1er | Manuel Beltrán        | Espagne    | US Postal Service-Berry Floor | 22 h 35 min 39 s |
| 2e | Floyd Landis          | États-Unis | US Postal Service-Berry Floor | + 0 s            |
| 3e | Denis Menchov         | Russie     | Illes Balears-Banesto         | + 4 s            |
| 4e | Alejandro Valverde    | Espagne    | Comunidad Valenciana-Kelme    | + 9 s            |
| 5e | Cadel Evans           | Australie  | T-Mobile                      | + 16 s           |
| 6e | Benoît Joachim        | Luxembourg | US Postal Service-Berry Floor | + 23 s           |
| 7e | Francisco Mancebo     | Espagne    | Illes Balears-Banesto         | + 39 s           |
| 8e | Carlos García Quesada | Espagne    | Comunidad Valenciana-Kelme    | + 47 s           |
| 9e | Víctor Hugo Peña      | Colombie   | US Postal Service-Berry Floor | + 47 s           |
| 10e | Tyler Hamilton        | États-Unis | Phonak Hearing Systems        | + 50 s           |

## Classements annexes
| Classement par points | Classement par points | Classement par points | Classement par points           | Classement par points |
| Coureur               | Coureur               | Pays                  | Équipe                          | Points                |
| --------------------- | --------------------- | --------------------- | ------------------------------- | --------------------- |
| 1er                   | Stuart O'Grady        | Australie             | Cofidis-Le Crédit par Téléphone | 76 pts                |
| 2e                    | Erik Zabel            | Allemagne             | T-Mobile                        | 72 pts                |
| 3e                    | Óscar Freire          | Espagne               | Rabobank                        | 71 pts                |
| 4e                    | Alejandro Valverde    | Espagne               | Comunidad Valenciana-Kelme      | 51 pts                |
| 5e                    | Alessandro Petacchi   | Italie                | Fassa Bortolo                   | 50 pts                |

| Classement par points | Classement par points | Classement par points | Classement par points           | Classement par points |
| Coureur               | Coureur               | Pays                  | Équipe                          | Points                |
| --------------------- | --------------------- | --------------------- | ------------------------------- | --------------------- |
| 1er                   | Stuart O'Grady        | Australie             | Cofidis-Le Crédit par Téléphone | 76 pts                |
| 2e                    | Erik Zabel            | Allemagne             | T-Mobile                        | 72 pts                |
| 3e                    | Óscar Freire          | Espagne               | Rabobank                        | 71 pts                |
| 4e                    | Alejandro Valverde    | Espagne               | Comunidad Valenciana-Kelme      | 51 pts                |
| 5e                    | Alessandro Petacchi   | Italie                | Fassa Bortolo                   | 50 pts                |

| Classement de la montagne | Classement de la montagne | Classement de la montagne | Classement de la montagne  | Classement de la montagne |
| Coureur                   | Coureur                   | Pays                      | Équipe                     | Points                    |
| ------------------------- | ------------------------- | ------------------------- | -------------------------- | ------------------------- |
| 1er                       | Francisco Mancebo         | Espagne                   | Illes Balears-Banesto      | 17 pts                    |
| 2e                        | Manuel Quinziato          | Italie                    | Lampre                     | 16 pts                    |
| 3e                        | Juan Manuel Gárate        | Espagne                   | Lampre                     | 13 pts                    |
| 4e                        | Kevin Hulsmans            | Belgique                  | Quick Step-Davitamon       | 11 pts                    |
| 5e                        | David Fernández Domingo   | Espagne                   | Costa de Almería-Paternina | 9 pts                     |

| Classement de la montagne | Classement de la montagne | Classement de la montagne | Classement de la montagne  | Classement de la montagne |
| Coureur                   | Coureur                   | Pays                      | Équipe                     | Points                    |
| ------------------------- | ------------------------- | ------------------------- | -------------------------- | ------------------------- |
| 1er                       | Francisco Mancebo         | Espagne                   | Illes Balears-Banesto      | 17 pts                    |
| 2e                        | Manuel Quinziato          | Italie                    | Lampre                     | 16 pts                    |
| 3e                        | Juan Manuel Gárate        | Espagne                   | Lampre                     | 13 pts                    |
| 4e                        | Kevin Hulsmans            | Belgique                  | Quick Step-Davitamon       | 11 pts                    |
| 5e                        | David Fernández Domingo   | Espagne                   | Costa de Almería-Paternina | 9 pts                     |

| Classement du combiné | Classement du combiné | Classement du combiné | Classement du combiné         | Classement du combiné |
| Coureur               | Coureur               | Pays                  | Équipe                        | Points                |
| --------------------- | --------------------- | --------------------- | ----------------------------- | --------------------- |
| 1er                   | Manuel Beltrán        | Espagne               | US Postal Service-Berry Floor | 18 pts                |
| 2e                    | Floyd Landis          | États-Unis            | US Postal Service-Berry Floor | 18 pts                |
| 3e                    | Denis Menchov         | Russie                | Illes Balears-Banesto         | 18 pts                |
| 4e                    | Alejandro Valverde    | Espagne               | Comunidad Valenciana-Kelme    | 23 pts                |
| 5e                    | Francisco Mancebo     | Espagne               | Illes Balears-Banesto         | 26 pts                |

| Classement du combiné | Classement du combiné | Classement du combiné | Classement du combiné         | Classement du combiné |
| Coureur               | Coureur               | Pays                  | Équipe                        | Points                |
| --------------------- | --------------------- | --------------------- | ----------------------------- | --------------------- |
| 1er                   | Manuel Beltrán        | Espagne               | US Postal Service-Berry Floor | 18 pts                |
| 2e                    | Floyd Landis          | États-Unis            | US Postal Service-Berry Floor | 18 pts                |
| 3e                    | Denis Menchov         | Russie                | Illes Balears-Banesto         | 18 pts                |
| 4e                    | Alejandro Valverde    | Espagne               | Comunidad Valenciana-Kelme    | 23 pts                |
| 5e                    | Francisco Mancebo     | Espagne               | Illes Balears-Banesto         | 26 pts                |

| Classement par équipes | Classement par équipes        | Classement par équipes | Classement par équipes |
| Équipe                 | Équipe                        | Pays                   | Temps                  |
| ---------------------- | ----------------------------- | ---------------------- | ---------------------- |
| 1re                    | US Postal Service-Berry Floor | États-Unis             |                        |
| 2e                     | T-Mobile                      | Allemagne              | + 1 min 50 s           |
| 3e                     | Comunidad Valenciana-Kelme    | Espagne                | + 2 min 08 s           |
| 4e                     | Illes Balears-Banesto         | Espagne                | + 2 min 09 s           |
| 5e                     | Phonak Hearing Systems        | Suisse                 | + 2 min 52 s           |

| Classement par équipes | Classement par équipes        | Classement par équipes | Classement par équipes |
| Équipe                 | Équipe                        | Pays                   | Temps                  |
| ---------------------- | ----------------------------- | ---------------------- | ---------------------- |
| 1re                    | US Postal Service-Berry Floor | États-Unis             |                        |
| 2e                     | T-Mobile                      | Allemagne              | + 1 min 50 s           |
| 3e                     | Comunidad Valenciana-Kelme    | Espagne                | + 2 min 08 s           |
| 4e                     | Illes Balears-Banesto         | Espagne                | + 2 min 09 s           |
| 5e                     | Phonak Hearing Systems        | Suisse                 | + 2 min 52 s           |